# Pump (альбом)
«Pump» — десятий студійний альбом гурту Aerosmith. Виданий 12 вересня 1989 року. Загальна тривалість композицій становить 47:41. Альбом відносять до напрямку рок. Пісня «Going Down» з цього альбому здобула премію Гремі в номінації «найкраще рок-виконання в дуеті чи гуртом»

## Список пісень
1. «Young Lust» — 4:18
2. «F.I.N.E.*» (Perry, — 4:09
3. «Going Down» — 0:17 / «Love in an Elevator» — 5:21
4. «Monkey on My Back» — 3:57
5. «Water Song» — 0:10 / «Janie's Got a Gun» , — 5:28
6. «Dulcimer Stomp» — 0:49 / «The Other Side» — 4:07
7. «My Girl» — 3:10
8. «Don't Get Mad, Get Even» — 4:48
9. «Hoodoo» — 0:55 / «Voodoo Medicine Man» — 3:44
10. «What It Takes» — 6:28